# Persone di nome Roger
| Questa pagina contiene informazioni ricavate automaticamente dalle voci biografiche con l'ausilio del template Bio e di un bot. L'aggiornamento è periodico e automatico e ricostruisce completamente la pagina. Se manca una persona in questa lista, sei pregato di non aggiungerla, ma accertati piuttosto che la sua voce biografica contenga il template Bio e che i dati anagrafici siano correttamente compilati. Se il template Bio manca, inseriscilo tu stesso o, in alternativa, metti l'avviso {{tmp\|Bio}} che ne segnala la mancanza. Se i dati riportati sono sbagliati, correggi direttamente la voce biografica; le modifiche saranno visibili in questa lista entro pochi giorni. Per chiarimenti vedi il progetto antroponimi. La lista contiene solo le 475 persone che sono citate nell'enciclopedia e per le quali è stato implementato correttamente il template Bio. Pagina aggiornata al 22 lug 2025. |

Questa è una lista di persone presenti nell'enciclopedia che hanno il nome Roger, suddivise per attività principale.

## Allenatori di calcio(15)
- Roger Finjord, allenatore di calcio norvegese (n. 1972)
- Roger Hegi, allenatore di calcio e ex calciatore svizzero (n. 1956)
- Roger Johnson, allenatore di calcio e ex calciatore inglese (Ashford, n. 1983)
- Roger Jones, allenatore di calcio e ex calciatore inglese (Upton-upon-Severn, n. 1946)
- Roger Lemerre, allenatore di calcio e ex calciatore francese (Bricquebec, n. 1941)
- Roger Machado, allenatore di calcio e ex calciatore brasiliano (Porto Alegre, n. 1975)
- Roger Mendy, allenatore di calcio e ex calciatore senegalese (Dakar, n. 1960)
- Roger Nilsen, allenatore di calcio e ex calciatore norvegese (Tromsø, n. 1969)
- Roger Palmgren, allenatore di calcio e dirigente sportivo svedese (Stoccolma, n. 1963)
- Roger Reijners, allenatore di calcio, dirigente sportivo e ex calciatore olandese (Roermond, n. 1964)
- Roger Risholt, allenatore di calcio e ex calciatore norvegese (Arendal, n. 1979)
- Roger Silva, allenatore di calcio e ex calciatore brasiliano (Campinas, n. 1985)
- Roger Salnot, allenatore di calcio francese (n. 1958)
- Roger Schmidt, allenatore di calcio e ex calciatore tedesco (Kierspe, n. 1967)
- Roger Wehrli, allenatore di calcio e ex calciatore svizzero (n. 1956)

## Ammiragli(1)
- Roger Keyes, ammiraglio britannico (Punjab, n. 1872 - Buckingham, † 1945)

## Antropologi(2)
- Roger Pearson, antropologo, politico e editore britannico (Londra, n. 1927 - Washington, † 2023)
- Roger Williams Wescott, antropologo e linguista statunitense (Filadelfia, n. 1925 - † 2000)

## Archeologi(1)
- Roger Green, archeologo neozelandese (Ridgewood, n. 1932 - Auckland, † 2009)

## Architetti(4)
- Roger Anger, architetto francese (Parigi, n. 1923 - Vaison-la-Romaine, † 2008)
- Roger Pratt, architetto inglese (n. 1620 - † 1684)
- Roger Taillibert, architetto francese (Châtres-sur-Cher, n. 1926 - Parigi, † 2019)
- Roger Westman, architetto britannico (Jarrow, n. 1939 - Londra, † 2020)

## Arcivescovi cattolici(2)
- Roger Houngbédji, arcivescovo cattolico beninese (Porto-Novo, n. 1963)
- Roger William Bede Vaughan, arcivescovo cattolico britannico (Courtfield, n. 1834 - Ince Blundell, † 1883)

## Artisti(3)
- Roger Ballen, artista e fotografo statunitense (New York, n. 1950)
- Roger Bissière, artista francese (Villeréal, n. 1886 - Boissièrettes, † 1964)
- Roger Fry, artista e critico d'arte inglese (Londra, n. 1866 - Londra, † 1934)

## Artisti marziali misti(1)
- Roger Bowling, artista marziale misto statunitense (Neville, n. 1982)

## Astronauti(2)
- Roger Chaffee, astronauta e ingegnere statunitense (Grand Rapids, n. 1935 - Cape Canaveral, † 1967)
- Roger Crouch, ex astronauta statunitense (Jamestown, n. 1940)

## Astronomi(2)
- Roger Rigollet, astronomo francese (Parigi, n. 1909 - Forcalquier, † 1981)
- Roger Tayler, astronomo britannico (n. 1929 - † 1997)

## Attori(32)
- Roger Allam, attore britannico (Londra, n. 1953)
- Roger Ashton-Griffiths, attore, sceneggiatore e regista britannico (Hertfordshire, n. 1957)
- Roger Bart, attore statunitense (Norwalk, n. 1962)
- Roger Berruezo, attore e cantante spagnolo (Gerona, n. 1985)
- Roger Bowen, attore statunitense (Providence, n. 1932 - Marathon, † 1996)
- Roger Aaron Brown, attore statunitense (Washington, n. 1949)
- Roger Browne, attore statunitense (Cincinnati, n. 1930 - Burbank, † 2024)
- Roger Carel, attore e doppiatore francese (Parigi, n. 1927 - Montfermeil, † 2020)
- Roger C. Carmel, attore statunitense (Brooklyn, n. 1932 - Hollywood, † 1986)
- Roger Casamajor, attore spagnolo (La Seu d'Urgell, n. 1976)
- Roger Clark, attore statunitense (Belleville, n. 1978)
- Roger Coggio, attore, regista e sceneggiatore francese (Lione, n. 1934 - Seine-Saint-Denis, † 2001)
- Roger Coma, attore spagnolo (Barcellona, n. 1976)
- Roger R. Cross, attore canadese (Christiana, n. 1969)
- Roger Fritz, attore, regista e produttore cinematografico tedesco (Mannheim, n. 1936 - Monaco di Baviera, † 2021)
- Roger Hanin, attore, sceneggiatore e regista francese (Algeri, n. 1925 - Parigi, † 2015)
- Roger L. Jackson, attore e doppiatore statunitense (Atlanta, n. 1958)
- Roger Karl, attore francese (Bourges, n. 1882 - Parigi, † 1984)
- Roger Kwok, attore cinese (Hong Kong, n. 1964)
- Roger Livesey, attore britannico (Barry, n. 1906 - Watford, † 1976)
- Roger Lloyd Pack, attore britannico (Londra, n. 1944 - Londra, † 2014)
- Roger Lumont, attore e doppiatore francese (Les Lilas, n. 1934)
- Roger Moore, attore britannico (Londra, n. 1927 - Crans-Montana, † 2017)
- Roger E. Mosley, attore statunitense (Los Angeles, n. 1938 - Los Angeles, † 2022)
- Roger Perry, attore statunitense (Davenport, n. 1933 - Indian Wells, † 2018)
- Roger Rees, attore gallese (Aberystwyth, n. 1944 - New York, † 2015)
- Roger Robinson, attore statunitense (Seattle, n. 1940 - Escondido, † 2018)
- Roger Dumas, attore francese (Annonay, n. 1932 - Parigi, † 2016)
- Roger Guenveur Smith, attore e regista statunitense (Berkeley, n. 1955)
- Roger Smith, attore, produttore cinematografico e sceneggiatore statunitense (South Gate, n. 1932 - Los Angeles, † 2017)
- Roger Yuan, attore, artista marziale e stuntman statunitense (Carbondale, n. 1961)
- Roger Delgado, attore britannico (Whitechapel, n. 1918 - Nevsehir, † 1973)

## Attori teatrali(1)
- Roger Kemble, attore teatrale e impresario teatrale inglese (n. 1721 - † 1802)

## Aviatori(1)
- Roger Grosjean, aviatore e archeologo francese (Chalon-sur-Saône, n. 1920 - Ajaccio, † 1975)

## Avvocati(2)
- Roger Sherman, avvocato, politico e diplomatico statunitense (Newton, n. 1721 - New Haven, † 1793)
- Roger Brooke Taney, avvocato e politico statunitense (Contea di Calvert, n. 1777 - Washington, † 1864)

## Bassisti(3)
- Matt Freeman, bassista statunitense (Albany, n. 1966)
- Roger Glover, bassista e produttore discografico britannico (Brecon, n. 1945)
- Roger Patterson, bassista statunitense (n. 1968 - † 1991)

## Batteristi(2)
- Roger Hawkins, batterista statunitense (Mishawaka, n. 1945 - Sheffield, † 2021)
- Roger Taylor, batterista britannico (Birmingham, n. 1960)

## Biochimici(2)
- Roger David Kornberg, biochimico statunitense (St. Louis, n. 1947)
- Roger Tsien, biochimico statunitense (New York, n. 1952 - Eugene, † 2016)

## Biologi(1)
- Roger Payne, biologo e ambientalista statunitense (New York, n. 1935 - South Woodstock, † 2023)

## Bobbisti(1)
- Roger Potter, bobbista britannico (Londra, n. 1945)

## Botanici(1)
- Roger de Vilmorin, botanico e genetista francese (Parigi, n. 1905 - Verrières-le-Buisson, † 1980)

## Canottieri(3)
- Gaston Giran, canottiere francese (Parigi, n. 1892 - Villejuif, † 1944)
- Roger Jackson, ex canottiere canadese (Toronto, n. 1942)
- Roger Verey, canottiere polacco (Losanna, n. 1912 - Cracovia, † 2000)

## Cantanti(11)
- Roger Chapman, cantante e armonicista britannico (Leicester, n. 1942)
- Roger Cicero, cantante tedesco (Berlino, n. 1970 - Amburgo, † 2016)
- Roger Daltrey, cantante, attore e chitarrista britannico (Londra, n. 1944)
- Roky Erickson, cantante, compositore e chitarrista statunitense (Dallas, n. 1947 - Austin, † 2019)
- Roger Hodgson, cantante, chitarrista e tastierista britannico (Portsmouth, n. 1950)
- Plastic Bertrand, cantante, musicista e ballerino belga (Bruxelles, n. 1954)
- Roger McGuinn, cantante e chitarrista statunitense (Chicago, n. 1942)
- Buzz Osborne, cantante e chitarrista statunitense (Morton, n. 1964)
- Roger Pontare, cantante svedese (Örnsköldsvik, n. 1951)
- Roger Troutman, cantante e musicista statunitense (Hamilton, n. 1951 - Dayton, † 1999)
- Rozz Williams, cantante statunitense (Pomona, n. 1963 - West Hollywood, † 1998)

## Cantautori(3)
- Syd Barrett, cantautore, chitarrista e compositore britannico (Cambridge, n. 1946 - Cambridge, † 2006)
- Roger Mas, cantautore spagnolo (Solsona, n. 1975)
- Roger Whittaker, cantautore, musicista e chitarrista britannico (Nairobi, n. 1936 - Saint-Cirq-Lapopie, † 2023)

## Cardinali(2)
- Roger Etchegaray, cardinale e arcivescovo cattolico francese (Espelette, n. 1922 - Cambo-les-Bains, † 2019)
- Roger Michael Mahony, cardinale e arcivescovo cattolico statunitense (Hollywood, n. 1936)

## Cestisti(23)
- Roger Adkins, cestista statunitense (Morgan, n. 1930 - † 2004)
- Roger Antoine, cestista francese (Bamako, n. 1929 - Saclay, † 2003)
- Roger Brown, cestista e allenatore di pallacanestro statunitense (Brooklyn, n. 1942 - Indianapolis, † 1997)
- Roger Burkman, ex cestista e dirigente sportivo statunitense (Indianapolis, n. 1958)
- Roger Camacho, ex cestista paraguaiano (Luque, n. 1934)
- Roger Domenjoz, cestista svizzero (n. 1923)
- Roger Duquesnoy, cestista francese (Sainghin-en-Mélantois, n. 1948 - Saint-Boès, † 2012)
- Roger Esteller, ex cestista spagnolo (Barcellona, n. 1972)
- Roger Grimau, ex cestista e allenatore di pallacanestro spagnolo (Barcellona, n. 1978)
- Roger Guillaume, cestista francese (Saint-Romain-le-Puy, n. 1934 - Montbrison, † 2009)
- Roger Haudegand, cestista francese (Marly, n. 1932 - Aix-en-Provence, † 2017)
- Roger Jorgensen, cestista statunitense (Columbus, n. 1920 - Robinson, † 2010)
- Roger Kaiser, ex cestista e allenatore di pallacanestro statunitense (Dale, n. 1939)
- Roger Mason, ex cestista statunitense (Washington, n. 1980)
- Roger Moute a Bidias, cestista camerunese (Yaoundé, n. 1995)
- Roger Phegley, ex cestista statunitense (East Peoria, n. 1956)
- Roger Pogoy, cestista filippino (Minglanilla, n. 1992)
- Roger Powell, ex cestista e allenatore di pallacanestro statunitense (Joliet, n. 1983)
- Roger Prahin, cestista svizzero (n. 1923 - Ginevra, † 2010)
- Roger Schurig, ex cestista statunitense (St. Louis, n. 1942)
- Roger Strickland, cestista statunitense (Jacksonville, n. 1940 - Jacksonville, † 2011)
- Roger Taylor, cestista statunitense (Park Forest, n. 1937 - † 2021)
- Roger Veyron, ex cestista francese (Saint-Étienne, n. 1933)

## Chimici(1)
- Roger Adams, chimico statunitense (Boston, n. 1889 - Urbana, † 1971)

## Chitarristi(2)
- Roger Fisher, chitarrista e compositore statunitense (Seattle, n. 1950)
- Infernus, chitarrista norvegese (Hordaland, n. 1972)

## Ciclisti su strada(18)
- Roger Adrià, ciclista su strada spagnolo (Barcellona, n. 1998)
- Roger Baens, ciclista su strada belga (Molenstede, n. 1933 - Rillaar, † 2020)
- Roger Beuchat, ex ciclista su strada svizzero (Court, n. 1972)
- Roger Chupin, ciclista su strada francese (Avrillé, n. 1921 - Parigi, † 2002)
- Roger Cnockaert, ciclista su strada belga (Waregem, n. 1917 - Gand, † 1988)
- Roger De Vlaeminck, ex ciclista su strada, pistard e ciclocrossista belga (Eeklo, n. 1947)
- Roger Decock, ciclista su strada belga (Izegem, n. 1927 - Tielt, † 2020)
- Roger Dewolf, ciclista su strada francese (Tielt, n. 1908 - Bruxelles, † 1992)
- Roger Gyselinck, ciclista su strada belga (Wetteren, n. 1920 - Wetteren, † 2002)
- Roger Hassenforder, ciclista su strada francese (Sausheim, n. 1930 - Colmar, † 2021)
- Roger Kindt, ciclista su strada belga (Etterbeek, n. 1945 - Bruxelles, † 1992)
- Roger Lapébie, ciclista su strada e pistard francese (Bayonne, n. 1911 - Pessac, † 1996)
- Roger Pingeon, ciclista su strada francese (Hauteville-Lompnes, n. 1940 - Beaupont, † 2017)
- Roger Rivière, ciclista su strada e pistard francese (Saint-Étienne, n. 1936 - Saint-Galmier, † 1976)
- Roger Rondeaux, ciclista su strada e ciclocrossista francese (Parigi, n. 1920 - Parigi, † 1999)
- Roger Rosiers, ex ciclista su strada e pistard belga (Vremde, n. 1946)
- Roger Swerts, ex ciclista su strada e pistard belga (Heusden, n. 1942)
- Roger Walkowiak, ciclista su strada francese (Montluçon, n. 1927 - Vichy, † 2017)

## Comici(1)
- Roger Black, comico, doppiatore e sceneggiatore statunitense (Toccoa, n. 1975)

## Compositori(7)
- Roger Briggs, compositore, direttore d'orchestra e pianista statunitense (Florence, n. 1952)
- Roger Edens, compositore statunitense (Hillsboro, n. 1905 - Los Angeles, † 1970)
- Roger Eno, compositore inglese (Woodbridge, n. 1960)
- Roger Miller, compositore, cantautore e attore statunitense (Fort Worth, n. 1936 - Los Angeles, † 1992)
- Roger Quilter, compositore britannico (Hove, n. 1877 - Westminster, † 1953)
- Roger Sessions, compositore e critico musicale statunitense (New York, n. 1896 - Princeton, † 1985)
- Roger Zare, compositore e pianista statunitense (Sarasota, n. 1985)

## Conduttori radiofonici(1)
- Roger Mantovani, conduttore radiofonico, doppiatore e attore italiano (Milano, n. 1967 - Palma di Maiorca, † 2025)

## Costumisti(1)
- Roger K. Furse, costumista e scenografo britannico (Ightham, n. 1903 - Corfù, † 1972)

## Critici cinematografici(1)
- Roger Ebert, critico cinematografico statunitense (Urbana, n. 1942 - Chicago, † 2013)

## Critici d'arte(1)
- Roger Kimball, critico d'arte statunitense (Maine, n. 1953)

## Crittografi(1)
- Roger Frontenac, crittografo francese

## Cuochi(1)
- Roger Vergé, cuoco francese (Commentry, n. 1930 - Mougins, † 2015)

## Danzatori(2)
- Roger Fenonjois, ballerino, coreografo e direttore artistico francese (n. 1920 - † 2002)
- Roger Ritz, ballerino francese (n. 1913 - † 1999)

## Danzatori su ghiaccio(1)
- Roger Kennerson, ex danzatore su ghiaccio britannico

## Designer(1)
- Roger Field, designer, inventore e chitarrista britannico (Londra, n. 1945)

## Diplomatici(2)
- Roger Casement, diplomatico e attivista britannico (Sandycove, n. 1864 - Londra, † 1916)
- Roger Peyrefitte, diplomatico, scrittore e attivista francese (Castres, n. 1907 - Parigi, † 2000)

## Direttori d'orchestra(1)
- Roger Norrington, direttore d'orchestra britannico (Oxford, n. 1934 - † 2025)

## Direttori della fotografia(2)
- Roger Deakins, direttore della fotografia britannico (Torquay, n. 1949)
- Roger Pratt, direttore della fotografia britannico (Leicester, n. 1947 - † 2024)

## Direttori di coro(1)
- Roger Wagner, direttore di coro, docente e direttore artistico statunitense (Le Puy-en-Velay, n. 1914 - Digione, † 1992)

## Dirigenti d'azienda(1)
- Roger van Boxtel, dirigente d'azienda e politico olandese (Tilburg, n. 1954)

## Dirigenti sportivi(3)
- Roger Goodell, dirigente sportivo statunitense (Jamestown, n. 1959)
- Roger Hammond, dirigente sportivo, ex ciclista su strada e ciclocrossista britannico (Harlington, n. 1974)
- Roger Legeay, dirigente sportivo e ex ciclista su strada francese (Beaufay, n. 1949)

## Disc jockey(2)
- Roger Sanchez, disc jockey e produttore discografico statunitense (New York, n. 1967)
- Roger Shah, disc jockey e produttore discografico tedesco (Esslingen am Neckar, n. 1972)

## Doppiatori(1)
- Roger Craig Smith, doppiatore statunitense (St. Joseph, n. 1975)

## Drammaturghi(1)
- Roger Vitrac, commediografo francese (Pinsac, n. 1899 - Parigi, † 1952)

## Ebanisti(1)
- Roger Vandercruse Lacroix, ebanista francese (Parigi, n. 1728 - Parigi, † 1799)

## Economisti(3)
- Roger Bootle, economista britannico (Watford, n. 1952)
- Roger Garrison, economista statunitense
- Roger Myerson, economista statunitense (Boston, n. 1951)

## Editori(1)
- Roger Payne, editore inglese (Windsor, n. 1739 - Londra, † 1797)

## Filosofi(1)
- Roger Scruton, filosofo britannico (Buslingthorpe, n. 1944 - Brinkworth, † 2020)

## Fisici(1)
- Roger Balian, fisico francese (Lione, n. 1933)

## Flautisti(1)
- Roger Désormière, flautista, compositore e direttore d'orchestra francese (Vichy, n. 1898 - Parigi, † 1963)

## Fondisti(1)
- Roger Aa Djupvik, ex fondista norvegese (n. 1981)

## Fotografi(1)
- Roger Fenton, fotografo inglese (Heywood, n. 1819 - Londra, † 1869)

## Fumettisti(5)
- Roger Leloup, fumettista belga (Verviers, n. 1933)
- Roger Lécureux, fumettista francese (Parigi, n. 1925 - Itteville, † 1999)
- Roger Mas, fumettista e illustratore francese (Parigi, n. 1924 - Eaubonne, † 2010)
- Roger Slifer, fumettista, sceneggiatore e produttore televisivo statunitense (Morristown, n. 1954 - † 2015)
- Roger Stern, fumettista e scrittore statunitense (Noblesville, n. 1950)

## Generali(1)
- Roger Pennès, generale e aviatore francese (Parigi, n. 1883 - Charly-sur-Marne, † 1975)

## Geografi(1)
- Roger Brunet, geografo francese (Tolosa, n. 1931)

## Geologi(1)
- Roger Revelle, geologo e oceanografo statunitense (Seattle, n. 1909 - San Diego, † 1991)

## Gesuiti(2)
- Roger Haight, gesuita e teologo statunitense (n. 1936 - † 2025)
- Roger Lenaers, gesuita e teologo belga (Ostenda, n. 1925 - Heverlee, † 2021)

## Giocatori di baseball(3)
- Roger Bresnahan, giocatore di baseball e allenatore di baseball statunitense (Toledo, n. 1879 - Toledo, † 1944)
- Roger Connor, giocatore di baseball e allenatore di baseball statunitense (Waterbury, n. 1857 - Waterbury, † 1931)
- Roger Maris, giocatore di baseball statunitense (Hibbing, n. 1934 - Houston, † 1985)

## Giocatori di football americano(8)
- John Anderson, ex giocatore di football americano statunitense (Waukesha, n. 1956)
- Roger Craig, ex giocatore di football americano statunitense (Davenport, n. 1960)
- Roger Grove, giocatore di football americano statunitense (Greenville, n. 1908 - Torrance, † 1986)
- Roger McCreary, giocatore di football americano statunitense (Mobile, n. 2000)
- Roger Rosengarten, giocatore di football americano statunitense (n. 2002)
- Roger Staubach, ex giocatore di football americano statunitense (Cincinnati, n. 1942)
- Roger Vick, ex giocatore di football americano statunitense (Conroe, n. 1964)
- Roger Wehrli, ex giocatore di football americano statunitense (New Point, n. 1947)

## Giocatori di poker(1)
- Roger Moore, giocatore di poker statunitense (Chauncey, n. 1939 - † 2011)

## Giornalisti(4)
- Roger Couderc, giornalista francese (Souillac, n. 1918 - Bron, † 1984)
- Roger Gicquel, giornalista e conduttore televisivo francese (Thiers-sur-Thève, n. 1933 - Saint-Malo, † 2010)
- Roger Köppel, giornalista, editore e politico svizzero (Zurigo, n. 1965)
- Roger Vailland, giornalista e scrittore francese (Acy-en-Multien, n. 1907 - Meillonnas, † 1965)

## Hockeisti su ghiaccio(2)
- Rog Christian, hockeista su ghiaccio statunitense (Warroad, n. 1935 - Grand Forks, † 2011)
- Roger Johansson, ex hockeista su ghiaccio svedese (Ljungby, n. 1967)

## Illustratori(3)
- Roger Dean, illustratore britannico (Ashford, n. 1944)
- Roger Olmos, illustratore spagnolo (Barcellona, n. 1975)
- Kline, illustratore e fumettista francese (Tressaint, n. 1921 - Parigi, † 2013)

## Imprenditori(4)
- Roger McNamee, imprenditore e musicista statunitense (Albany, n. 1956)
- Roger Penske, imprenditore e ex pilota automobilistico statunitense (Shaker Heights, n. 1937)
- Roger Rocher, imprenditore e dirigente sportivo francese (Champlost, n. 1920 - Saint-Priest-en-Jarez, † 1997)
- Roger Wheeler, imprenditore statunitense (n. 1926 - Tulsa, † 1981)

## Informatici(1)
- Roger Dingledine, informatico statunitense

## Ingegneri(2)
- Roger Coudroy, ingegnere e rivoluzionario belga (Belgio, n. 1935 - Palestina, † 1968)
- Roger Robert, ingegnere francese (Allichamps, n. 1899 - Nizza, † 1956)

## Matematici(6)
- Roger Apéry, matematico francese (Rouen, n. 1916 - Caen, † 1994)
- Roger Carter, matematico statunitense (n. 1934 - Wirral, † 2022)
- Roger Cotes, matematico inglese (Burbage, n. 1682 - Cambridge, † 1716)
- Roger Godement, matematico francese (Le Havre, n. 1921 - Villejuif, † 2016)
- Roger Penrose, matematico, fisico e cosmologo britannico (Colchester, n. 1931)
- Roger Pinkham, matematico e statistico statunitense

## Medici(3)
- Roger Guillemin, medico e neurologo francese (Digione, n. 1924 - San Diego, † 2024)
- Roger Kolo, medico e politico malgascio (Belo Sur Tsiribihina, n. 1943)
- Roger Vittoz, medico e psichiatra svizzero (Morges, n. 1863 - Losanna, † 1925)

## Medievisti(1)
- Roger Sherman Loomis, medievista statunitense (Yokohama, n. 1887 - Waterford, † 1966)

## Meteorologi(1)
- Roger A. Pielke, meteorologo statunitense (n. 1946)

## Mezzofondisti(5)
- Roger Bannister, mezzofondista britannico (Harrow, n. 1929 - Oxford, † 2018)
- Roger Milhau, mezzofondista francese (Istres, n. 1955)
- Roger Moens, ex mezzofondista belga (Erembodegem, n. 1930)
- Roger Normand, mezzofondista francese (Parigi, n. 1912 - Parigi, † 1983)
- Roger Rochard, mezzofondista francese (Évreux, n. 1913 - Évreux, † 1993)

## Militari(6)
- Roger Furst, militare e aviatore francese (Belfort, n. 1912 - Soultz-Haut-Rhin, † 1972)
- Roger Masson, militare svizzero (Zurigo, n. 1894 - Losanna, † 1967)
- Roger de Saint-Lary de Bellegarde, militare e politico francese (n. 1525 - Saluzzo, † 1579)
- Roger Trinquier, militare francese (La Beaume, n. 1908 - Vence, † 1986)
- Roger de Lacy, militare e nobile inglese (n. 1170 - † 1211)
- Roger de Moulins, militare francese (Nazareth, † 1187)

## Monaci cristiani(1)
- Roger Schutz, monaco cristiano svizzero (Provence, n. 1915 - Taizé, † 2005)

## Montatori(1)
- Roger Barton, montatore statunitense (Los Angeles, n. 1965)

## Multiplisti(1)
- Jack Parker, multiplista statunitense (n. 1915 - † 1964)

## Musicisti(2)
- Roger Chaput, musicista e chitarrista francese (Montluçon, n. 1909 - † 1995)
- Roger LaVern, musicista britannico (Kidderminster, n. 1938 - Worcestershire, † 2013)

## Musicologi(1)
- Roger Parker, musicologo e docente britannico (Londra, n. 1951)

## Neuroscienziati(1)
- Roger Sperry, neuroscienziato statunitense (West Hartford, n. 1913 - Pasadena, † 1994)

## Nobili(11)
- Roger Bigod, IV conte di Norfolk, nobile inglese (n. 1209 - † 1270)
- Roger Bigod, V conte di Norfolk, nobile britannico († 1306)
- Roger FitzMiles, II conte di Hereford, nobile inglese († 1155)
- Roger Mortimer di Chirk, nobile britannico († 1326)
- Roger Mortimer, I barone di Wigmore, nobile e militare britannico (n. 1231 - † 1282)
- Roger di Mowbray, nobile anglosassone (Tiro, † 1188)
- Roger Stafford, VI barone Stafford, nobile inglese (Malpas, n. 1572 - † 1640)
- Roger de Beaumont, II conte di Warwick, nobile (n. 1102 - † 1153)
- Roger de Beaumont, nobile normanno (n. 1015 - † 1094)
- Roger de Breteuil, II conte di Hereford, nobile normanno
- Roger de Mandeville, nobile inglese

## Nuotatori(1)
- Roger Pyttel, ex nuotatore tedesco orientale (Wolfen, n. 1957)

## Ostacolisti(1)
- Roger Kingdom, ex ostacolista statunitense (Vienna, n. 1962)

## Pallanuotisti(7)
- Roger Cornforth, pallanuotista e rugbista a 15 australiano (Mosman, n. 1919 - Mosman, † 1976)
- Roger De Wilde, pallanuotista belga (Gand, n. 1940 - Gand, † 2019)
- Roger Dewasch, pallanuotista francese (Tourcoing, n. 1920 - Tourcoing, † 1989)
- Roger Neubauer, pallanuotista francese (Strasburgo, n. 1938 - † 2023)
- Roger Van de Casteele, pallanuotista francese (Tournai, n. 1913)
- Roger Vella, pallanuotista maltese (n. 1905)
- Roger Zirilli, pallanuotista e nuotatore svizzero (n. 1910 - Versoix, † 1955)

## Pallavolisti(1)
- Roger Maes, pallavolista belga (Gand, n. 1943 - Gand, † 2021)

## Pattinatori artistici su ghiaccio(1)
- Roger Turner, pattinatore artistico su ghiaccio statunitense (Milton, n. 1901 - Walpole, † 1993)

## Pedagogisti(1)
- Roger Cousinet, pedagogista francese (Arcueil, n. 1881 - Parigi, † 1973)

## Pesisti(1)
- Roger Steen, pesista statunitense (n. 1992)

## Pianisti(3)
- Roger Boss, pianista e insegnante svizzero (La Chaux-de-Fonds, n. 1924 - Vilars, † 2002)
- Roger Kellaway, pianista, compositore e musicista statunitense (Waban, n. 1939)
- Roger O'Donnell, pianista e tastierista inglese (Londra, n. 1955)

## Piloti automobilistici(5)
- Roger Dorchy, pilota automobilistico francese (La Ferté-Saint-Samson, n. 1944 - † 2023)
- Roger Laurent, pilota di Formula 1 belga (Liegi, n. 1913 - Uccle, † 1997)
- Dennis Poore, pilota automobilistico britannico (Paddington, n. 1916 - Kensington, † 1987)
- Roger Williamson, pilota automobilistico inglese (Ashby-de-la-Zouch, n. 1948 - Zandvoort, † 1973)
- Roger de Lageneste, pilota automobilistico francese (Ginevra, n. 1929 - Genthod, † 2017)

## Piloti di rally(1)
- Roger Clark, pilota di rally britannico (Narborough, n. 1939 - Leicester, † 1998)

## Piloti motociclistici(2)
- Roger De Coster, pilota motociclistico belga (Uccle, n. 1944)
- Roger Lee Hayden, pilota motociclistico statunitense (Owensboro, n. 1983)

## Pistard(3)
- Roger Beaufrand, pistard francese (La Garenne-Colombes, n. 1908 - Béziers, † 2007)
- Roger Ilegems, ex pistard e ciclista su strada belga (Niel, n. 1962)
- Roger Kluge, pistard e ciclista su strada tedesco (Eisenhüttenstadt, n. 1986)

## Pittori(4)
- Roger Hilton, pittore britannico (Londra, n. 1911 - † 1975)
- Roger de La Fresnaye, pittore francese (Le Mans, n. 1885 - Grasse, † 1925)
- Roger Laüt, pittore francese (Parigi, n. 1924)
- Roger de Piles, pittore, critico d'arte e diplomatico francese (Clamecy, n. 1635 - Parigi, † 1709)

## Poeti(2)
- R. F. Langley, poeta e insegnante britannico (Rugby, n. 1938 - † 2011)
- Roger McGough, poeta e drammaturgo britannico (Litherland, n. 1937)

## Polistrumentisti(1)
- Roger Taylor, polistrumentista, cantautore e compositore britannico (King's Lynn, n. 1949)

## Politici(14)
- Roger Bonvin, politico svizzero (Icogne, n. 1907 - Sion, † 1982)
- Roger Boyle, II conte di Orrery, politico irlandese (Dublino, n. 1646 - † 1682)
- Roger De Menech, politico italiano (Belluno, n. 1973)
- Roger Helmer, politico britannico (Londra, n. 1944)
- Roger Karoutchi, politico francese (Casablanca, n. 1951)
- Roger Knapman, politico britannico (Crediton, n. 1944)
- Roger Lapham, politico statunitense (New York, n. 1883 - San Francisco, † 1966)
- Roger Marshall, politico statunitense (El Dorado, n. 1960)
- Roger Motz, politico belga (Schaerbeek, n. 1904 - Bruxelles, † 1964)
- Roger A. Pryor, politico, diplomatico e generale statunitense (McKenney, n. 1828 - New York, † 1919)
- Roger Salengro, politico francese (Lilla, n. 1890 - Lilla, † 1936)
- Roger Stone, politico statunitense (Norwalk, n. 1952)
- Roger Wicker, politico, militare e avvocato statunitense (Pontotoc, n. 1951)
- Roger José de Noronha Silva, politico e ex calciatore brasiliano (Cantagalo, n. 1972)

## Presbiteri(2)
- Roger Aubert, presbitero, storico e teologo belga (Ixelles, n. 1914 - Schaerbeek, † 2009)
- Roger Le Déaut, presbitero e religioso francese (Camors, n. 1923 - Chevilly, † 2000)

## Procuratori sportivi(1)
- Roger Ljung, procuratore sportivo e ex calciatore svedese (Lomma, n. 1966)

## Produttori cinematografici(3)
- Roger Birnbaum, produttore cinematografico e produttore televisivo statunitense (Teaneck, n. 1950)
- Roger Frappier, produttore cinematografico canadese (Saint-Joseph-de-Sorel, n. 1945)
- Roger Mayer, produttore cinematografico statunitense (New York, n. 1926 - Los Angeles, † 2015)

## Produttori discografici(1)
- Roger Nichols, produttore discografico statunitense (Oakland, n. 1944 - Burbank, † 2011)

## Produttori teatrali(1)
- Roger L. Stevens, produttore teatrale e imprenditore statunitense (Detroit, n. 1910 - Washington, † 1998)

## Produttori televisivi(1)
- Roger Ailes, produttore televisivo e giornalista statunitense (Warren, n. 1940 - Palm Beach, † 2017)

## Psicoanalisti(1)
- Roger Money-Kyrle, psicoanalista britannico (Hertfordshire, n. 1898 - Londra, † 1980)

## Psicologi(1)
- Roger Mucchielli, psicologo francese (Orléansville, n. 1919 - Nizza, † 1981)

## Pugili(3)
- Roger Mayweather, pugile statunitense (Grand Rapids, n. 1961 - Los Angeles, † 2020)
- Roger Menetrey, ex pugile francese (Annemasse, n. 1945)
- Roger Michelot, pugile francese (Saint-Dizier, n. 1912 - Tolone, † 1993)

## Registi(16)
- Roger Allers, regista, sceneggiatore e animatore statunitense (Rye, n. 1949)
- Roger Blin, regista e attore francese (Neuilly-sur-Seine, n. 1907 - Évecquemont, † 1984)
- Roger Christian, regista e scenografo britannico (Londra, n. 1944)
- Roger Corman, regista, produttore cinematografico e attore statunitense (Detroit, n. 1926 - Santa Monica, † 2024)
- Roger Donaldson, regista, produttore cinematografico e sceneggiatore australiano (Ballarat, n. 1945)
- Roger A. Fratter, regista e sceneggiatore italiano (Bergamo, n. 1968)
- Roger Kumble, regista e sceneggiatore statunitense (Harrison, n. 1966)
- Roger Leenhardt, regista, attore e produttore cinematografico francese (Montpellier, n. 1903 - Parigi, † 1985)
- Roger Gnoan M'Bala, regista e sceneggiatore ivoriano (Grand-Bassam, n. 1943 - Abidjan, † 2023)
- Roger Michell, regista britannico (Pretoria, n. 1956 - Hertfordshire, † 2021)
- Roger Nygard, regista, sceneggiatore e produttore cinematografico statunitense (Minneapolis, n. 1962)
- Roger Planchon, regista e drammaturgo francese (Saint-Chamond, n. 1931 - Parigi, † 2009)
- Roger Ross Williams, regista, sceneggiatore e produttore cinematografico statunitense (Easton, n. 1962)
- Roger Spottiswoode, regista e montatore canadese (Ottawa, n. 1945)
- Roger Vadim, regista, sceneggiatore e attore francese (Parigi, n. 1928 - Parigi, † 2000)
- Roger Young, regista statunitense (Champaign, n. 1942)

## Religiosi(1)
- Roger de Bailleul, religioso e abate francese (Bailleul-la-Vallée - Le Bec-Hellouin, † 1179)

## Rugbisti a 13(1)
- Roger Tuivasa-Sheck, rugbista a 13 e ex rugbista a 15 neozelandese (Apia, n. 1993)

## Rugbisti a 15(2)
- Roger Gould, ex rugbista a 15, allenatore di rugby a 15 e imprenditore australiano (Brisbane, n. 1957)
- Roger Wilson, rugbista a 15 britannico (Belfast, n. 1981)

## Saggisti(2)
- Roger Abravanel, saggista italiano (Tripoli, n. 1946)
- Roger Fisher, saggista statunitense (Winnetka, n. 1922 - Hanover, † 2012)

## Saltatori con gli sci(1)
- Roger Ruud, ex saltatore con gli sci norvegese (Hurdal, n. 1958)

## Sceneggiatori(2)
- Roger Avary, sceneggiatore, regista e produttore cinematografico statunitense (Flin Flon, n. 1965)
- Roger MacDougall, sceneggiatore e commediografo scozzese (Glasgow, n. 1910 - Northwood, † 1993)

## Scenografi(1)
- Roger Ford, scenografo e costumista britannico

## Schermidori(2)
- Roger Closset, schermidore francese (Parigi, n. 1933 - Rueil-Malmaison, † 2020)
- Roger François Ducret, schermidore francese (Parigi, n. 1888 - Beaumont-en-Véron, † 1962)

## Sciatori alpini(9)
- Roger Brown, ex sciatore alpino statunitense (n. 1981)
- Roger Buchika, sciatore alpino statunitense (Haverhill, n. 1944 - Atkinson, † 2011)
- Roger Cruickshank, ex sciatore alpino britannico (Hoorn, n. 1982)
- Roger Pramotton, ex sciatore alpino e sciatore freestyle italiano (Ginevra, n. 1969)
- Roger Rossat-Mignod, ex sciatore alpino francese (Flumet, n. 1946)
- Roger Staub, sciatore alpino e hockeista su ghiaccio svizzero (Arosa, n. 1936 - Bagnes, † 1974)
- Roger Thun, ex sciatore alpino norvegese (n. 1963)
- Roger Vidosa, ex sciatore alpino andorrano (La Massana, n. 1984)
- Roger Zweifel, ex sciatore alpino svizzero (n. 1978)

## Scrittori(14)
- Roger Ascham, scrittore e pedagogo inglese (Kirby Wiske, n. 1515 - Londra, † 1568)
- Roger Boussinot, scrittore, critico cinematografico e regista francese (Tunisi, n. 1921 - Bassanne, † 2001)
- Roger de Bussy-Rabutin, scrittore francese (Epiry, n. 1618 - Autun, † 1693)
- Roger Caillois, scrittore, sociologo e antropologo francese (Reims, n. 1913 - Le Kremlin-Bicêtre, † 1978)
- Roger Jon Ellory, scrittore britannico (Birmingham, n. 1965)
- Roger Foulon, scrittore belga (Thuin, n. 1923 - Thuin, † 2008)
- Roger Garaudy, scrittore, filosofo e attivista francese (Marsiglia, n. 1913 - Chennevières-sur-Marne, † 2012)
- Roger Martin du Gard, scrittore e poeta francese (Neuilly-sur-Seine, n. 1881 - Sérigny, † 1958)
- Roger Nimier, scrittore, giornalista e sceneggiatore francese (Parigi, n. 1925 - La Celle-Saint-Cloud, † 1962)
- Roger Norman, scrittore inglese (n. 1949)
- Roger Rueff, scrittore statunitense (Upland)
- Roger Reynold Talbot, scrittore irlandese (Dublino, n. 1952)
- Roger Vercel, scrittore francese (Le Mans, n. 1894 - Dinan, † 1957)
- Roger Zelazny, scrittore e autore di fantascienza statunitense (Euclid, n. 1937 - Santa Fe, † 1995)

## Scrittori di fantascienza(1)
- Roger MacBride Allen, autore di fantascienza statunitense (Bridgeport, n. 1957)

## Slittinisti(1)
- Roger Eddy, ex slittinista canadese (Vanguard, n. 1946)

## Sociologi(1)
- Roger Bastide, sociologo e antropologo francese (Nîmes, n. 1898 - Maisons-Laffitte, † 1974)

## Stilisti(1)
- Roger Vivier, stilista francese (Parigi, n. 1907 - Tolosa, † 1998)

## Storici(2)
- Roger S. Bagnall, storico statunitense (Seattle, n. 1947)
- Roger Chartier, storico francese (Lione, n. 1945)

## Suonatori di tuba(1)
- Roger Bobo, suonatore di tuba e direttore d'orchestra statunitense (Los Angeles, n. 1938 - Oaxaca de Juárez, † 2023)

## Tennisti(4)
- Roger Becker, tennista e allenatore di tennis britannico (Croydon, n. 1934 - † 2017)
- Roger Federer, ex tennista svizzero (Basilea, n. 1981)
- Roger Smith, ex tennista bahamense (Freeport, n. 1964)
- Roger Taylor, ex tennista britannico (Sheffield, n. 1941)

## Teologi(2)
- Roger Olson, teologo e pastore protestante statunitense (Des Moines, n. 1952)
- Roger Williams, teologo inglese (Londra, n. 1603 - Providence, † 1684)

## Triplisti(1)
- Roger Haitengi, triplista namibiano (Poznań, n. 1983)

## Tuffatori(1)
- Gary Hunt, tuffatore britannico (Londra, n. 1984)

## Urbanisti(1)
- Roger Torrent, urbanista e politico spagnolo (Sarrià de Ter, n. 1979)

## Velocisti(3)
- Roger Black, ex velocista britannico (Portsmouth, n. 1966)
- Roger Gurski, velocista tedesco (Andernach, n. 1997)
- Roger Vélasquez, ex velocista francese (n. 1943)

## Vescovi(1)
- Roger Walden, vescovo e arcivescovo inglese (Much Hadham, † 1406)

## Vescovi cattolici(5)
- Roger Joseph Foys, vescovo cattolico statunitense (Chicago, n. 1945)
- Roger Joseph Heckel, vescovo cattolico francese (La Walck, n. 1922 - Strasburgo, † 1982)
- Roger Paul Morin, vescovo cattolico statunitense (Lowell, n. 1941 - † 2019)
- Roger Joseph Vangheluwe, vescovo cattolico belga (Roeselare, n. 1936)
- Roger di Salisbury, vescovo cattolico britannico (Salisbury, † 1139)

## Wrestler(1)
- Ron Garvin, ex wrestler canadese (Montréal, n. 1945)

## Zoologi(1)
- Roger de Lessert, zoologo e aracnologo svizzero (Lavigny, n. 1878 - † 1945)

## Senza attività specificata(6)
- Roger Bigod, conte di Norfolk, cavaliere medievale normanno (Normandia - † 1107)
- Roger Bigod, II conte di Norfolk, conte normanno († 1221)
- Roger Guyett, effettista statunitense (n. 1961)
- Roger de Pins (n. 1294 - † 1365)
- Roger de Quincy, conte (n. 1195 - † 1264)
- Roger M. Savory, iranista e linguista britannico (Peterborough, n. 1925 - † 2022)